# Who Can See It
Who Can See It è un brano musicale del cantautore britannico George Harrison incluso nel suo album Living in the Material World del 1973.
Il testo della canzone riflette i contrastanti sentimenti di Harrison nei confronti dell'eredità dei Beatles, a tre anni dallo scioglimento del gruppo, e svolge la funzione di dichiarazione d'indipendenza dalle aspettative generate dalla popolarità senza precedenti della band. Alcuni critici musicali e biografi suggerirono che la canzone venne scritta da George durante un periodo di angoscia personale, seguito al successo riscosso con l'acclamato triplo album All Things Must Pass del 1970 e con il progetto del concerto per il Bangladesh.
Solenne ballata melodrammatica nello stile di Roy Orbison, la composizione include inusuali cambi di tempo. Harrison si occupò anche della produzione discografica della registrazione, con largo utilizzo di orchestrazione e cori, entrambi arrangiati da John Barham. Vari commentatori considerarono la performance vocale di Harrison in Who Can See It tra le migliori della sua carriera, mentre lo stile produttivo è stato paragonato a quello di George Martin. Oltre all'ex-Beatle, gli altri musicisti presenti nella traccia sono Nicky Hopkins, Klaus Voormann, Jim Keltner e Gary Wright.

## Il brano

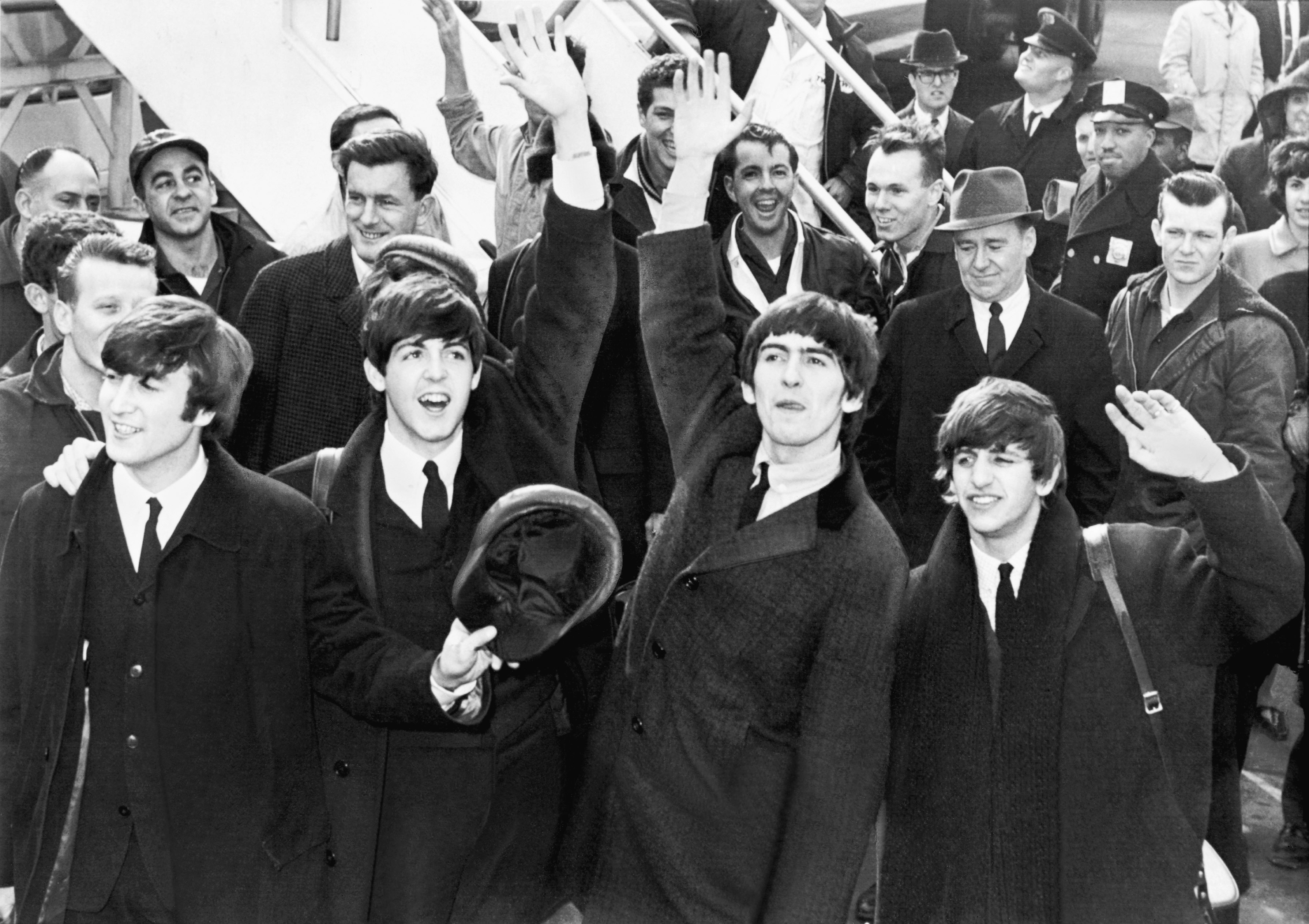
The Beatles (con Harrison terzo da sinistra) nel 1964, durante l'apice della Beatlemania.

### Origine e storia
Come fatto per la maggior parte delle tracce presenti nell'album Living in the Material World, George Harrison scrisse Who Can See It nel periodo 1971-72. Nella sua autobiografia, I, Me, Mine del 1980, egli evidenziò i sentimenti dietro alla canzone, descrivendola semplicemente "ispirata a una storia vera, come a dire: "Ci dia respiro, signore!". Tuttavia, Simon Leng, biografo di Harrison, riconosce nella canzone una dichiarazione di considerevole angoscia personale. Egli scrisse che Harrison era rimasto "profondamente traumatizzato" dagli effetti della celebrità dei Beatles, ed egualmente disorientato dal suo successo come artista solista. Secondo Leng, nel 1972-73 Harrison era nello stesso stato mentale di John Lennon quando aveva scritto la canzone Help! nel 1965, durante il suo periodo "da Elvis grasso", come lo definì lui stesso. Il critico musicale Stephen Holden mise in evidenza un'altra similitudine tra i due ex-Beatles nel luglio 1973, quando definì Living in the Material World un disco "personale e sincero" tanto quanto Plastic Ono Band di Lennon.
(George Harrison)
Durante la carriera dei Beatles, Harrison era stato il primo a stancarsi della Beatlemania e della celebrità del gruppo, e aveva scritto canzoni che riflettevano la "realtà artificiosa" che circondava la band. Lennon stesso descrisse i Beatles come "quattro individui che alla fine recuperarono la propria individualità dopo essere stati sommersi dal mito". In aggiunta, per Harrison, mentre egli incominciò a rivaleggiare con Lennon e Paul McCartney come autore di canzoni verso la fine della carriera del gruppo, la sua posizione di membro più giovane dei Beatles, una sorta di fratellino minore per gli altri, fu fonte di grande frustrazione.
Nel 1970, oltre a liberarsi dalle pressioni psicologiche derivanti dall'essere un Beatle, Harrison fu probabilmente quello che trasse più beneficio dalla fine del gruppo. Il suo triplo album pubblicato quello stesso anno, All Things Must Pass, fu un grosso successo commerciale e di critica, eclissando le contemporanee uscite soliste di Lennon e McCartney. Secondo l'autore Ian Inglis, Harrison divenne "l'ex-Beatle più rilevante dal punto di vista musicale" grazie a All Things Must Pass e The Concert for Bangladesh, che aprì la strada alle iniziative umanitarie quale nuova direzione per la musica rock "di spessore". Se Leng descrisse Who Can See It come una "richiesta di comprensione da parte di un uomo che vive la propria vita privata in pubblico", Inglis scrisse che, smaltita l'euforia per i recenti successi come solista, Harrison si ritrovò costretto a confrontarsi con "alcune delle realtà più spiacevoli della sua vita quotidiana".

### Composizione
Who Can See It è una sorta di nuovo tipo di ballata per Harrison, che combina un forte contenuto emotivo con una ritmica sofisticata. Il tempo di esecuzione oscilla nel corso della composizione, da un canonico 4/4 a 6/4 e 5/8, con brevi sezioni in 5/4 e 3/4. A posteriori, Harrison, a proposito della canzone disse: «[Who Can See It] mi ricorda Roy Orbison per qualche ragione. Lui l'avrebbe potuta cantare molto bene».
Tra le canzoni composte da Harrison per completare Living in the Material World, varie tracce si riferiscono ai suoi anni come membro dei Beatles, e nel caso di Who Can See It, con amarezza. Nel testo della canzone, egli dichiara:
(Who Can See It, George Harrison)
Nella seconda strofa, George canta di aver "vissuto nella paura" e di essere stato testimone dell'odio creato da "questo triste mondo". Quando in seguito egli discusse della sua avversione verso le esibizioni dal vivo dopo il 1966, Harrison presentò un'immagine simile, citando le preoccupazioni dei Beatles sull'eventualità di essere assassinati da qualche fanatico. Inoltre, si riferì alla fama conquistata dalla band come "molto a senso unico", dato che i Beatles "diedero il proprio sistema nervoso" in cambio dell'adulazione da parte dei fan.

### Registrazione
Harrison avrebbe voluto co-produrre Living in the Material World insieme con Phil Spector, come fatto in occasione di All Things Must Pass. L'inaffidabilità comportamentale di Spector, lo costrinse però a produrre da solo l'album. Un altro collaboratore abituale di Harrison, John Barham, fornì gli arrangiamenti orchestrali, e notò l'austera qualità di alcune delle nuove canzoni. «George era sotto stress durante Living in the Material World», raccontò Barham. «Sentivo che stava attraversando qualche tipo di crisi. Pensai che potesse essere una crisi spirituale, ma non posso esserne sicuro».

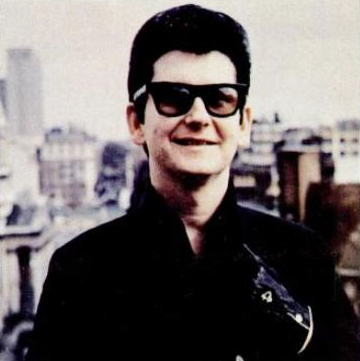
Roy Orbison, il cui stile vocale Harrison emulò in Who Can See It.

Harrison registrò la traccia base di Who Can See It tra ottobre e dicembre del 1972, presumibilmente all'Apple Studio di Londra o presso lo studio casalingo FPSHOT a Henley-on-Thames, Oxfordshire. Egli incise la parte vocale solista durante i primi due mesi del 1973, mentre il coro e l'arrangiamento orchestrale per opera di Barham furono aggiunti alla fine di febbraio.
I giornalisti musicali Alan Clayson e John Metzger considerano lo stile produttivo adottato da Harrison per Material World simile allo stile del lavoro di George Martin con i Beatles. Leng scrisse che Who Can See It venne composta con "Roy Orbison in mente", e che lo stile vocale nel quale canta George Harrison risente della drammaticità della voce di Orbison. In alcuni punti la voce di George raggiunge il falsetto, mentre, secondo la descrizione di Clayson, "devia dalla trepidazione fino all'intensità stridente" nel corso della canzone. Secondo il batterista Jim Keltner, Harrison all'epoca aveva appena smesso di fumare ed era probabilmente all'apice della sua forma fisica mentre registrava l'album.
Oltre Harrison, i musicisti che suonarono nel pezzo includono: Nicky Hopkins (piano), Klaus Voormann (basso) e Jim Keltner (batteria). Una parte di organo suonata da Gary Wright, venne coperta dall'orchestrazione nella versione della traccia inclusa nell'album, e non è quindi udibile.

## Pubblicazione e accoglienza
La Apple Records pubblicò Living in the Material World alla fine del maggio 1973 negli Stati Uniti, e un mese dopo in Gran Bretagna. Who Can See It è la quarta traccia della prima facciata del 33 giri, incastonata tra Don't Let Me Wait Too Long e la title track, Living in the Material World, entrambi brani molto orecchiabili.
L'album confermò Harrison come ex-Beatle dal maggior successo come solista, ma attrasse anche qualche critica a causa della spiritualità dei testi delle canzoni, che qualche recensore trovò troppo "indigesta". Secondo l'autore Michael Frontani, strofe quali «My life belongs to me» ("La mia vita mi appartiene") in Who Can See It "tradiscono i sentimenti di un uomo sempre più in disaccordo ... con i fan e con i critici che volevano fosse ancora "Beatle George", o almeno meno spirituale e saccente".
Nella sua recensione del disco per Rolling Stone, Stephen Holden scrisse che "la canzone rappresenta un testamento appassionato ed è una bellissima ballata la cui lunga melodia ascendente è il tratto più distintivo dell'album". In Melody Maker, Michael Watts descrisse Living in the Material World "lontano, molto lontano dai Beatles" e "più interessante dal punto di vista dei testi" rispetto a All Things Must Pass. Watts fece inoltre notare il forte contenuto autobiografico del disco.

### Recensioni moderne
Alcune recenti critiche sono meno lusinghiere nei confronti del pezzo, per esempio l'opinione di Zeth Lundy di PopMatters è che, al posto della produzione più misurata di Harrison, Who Can See It avrebbe tratto beneficio dal drammatico "Wall of Sound" di Phil Spector. Scrivendo per Rolling Stone nel 2002, in maniera simile Greg Kot biasimò la solenne calma della performance rispetto alle "vette trascendentali" raggiunte da All Things Must Pass. Nel loro Solo Beatles Compendium, Chip Madinger e Mark Easter liquidano la traccia come una "canzone che va avanti troppo a lungo per esprimere il suo semplice punto di vista", situazione non aiutata dall'istrionica performance vocale di Harrison.
Recensendo la ristampa del 2006 di Living in the Material World per la rivista Q, Tom Doyle incluse Who Can See It tra le tre migliori tracce del disco e scrisse: "l'atmosfera introspettiva di brani quali The Light That Has Lighted The World e Who Can See It, con la loro strumentazione complessa e le voci piangenti, è incantevole." Mat Snow descrisse Material World "un piacere per le orecchie" e, pur concedendo i limiti di Harrison come cantante rispetto a Lennon e McCartney, scrisse che Harrison "lavorò duro per assicurarsi che il ritornello di Who Can See It catturasse l'orecchio con la sua atmosfera deliziosa e profonda". Nella sua recensione del cofanetto The Apple Years 1968-75, per la rivista Classic Rock, Paul Trynka si riferì a Material Word come a un album che "brilla con molte gemme"; alcune di queste, egli aggiunse, "sono le tracce più sobrie – Don't Let Me Wait Too Long, Who Can See It – bellissime canzoni pop, tanto più energiche per il loro autocontrollo." Il giornalista del New Zealand Herald Graham Reid scrisse che Harrison "sembra abbattuto da eventi recenti e dall'eredità dei Beatles" in Who Can See It, nondimeno cita la canzone come uno dei "vertici" di un album che "può essere molto commovente".
Tra i biografi dei Beatles, l'influenza di Roy Orbison in Who Can See It è stata frequentemente citata, come anche il fatto che il cantato di Harrison sia uno dei migliori di tutta la sua carriera. In aggiunta all'ammirazione verso la disciplinata produzione discografica dell'album, "alla George Martin", Alan Clayson scrisse dell'"audacia finora senza precedenti" delle tracce vocali in Material World, aggiungendo: "Potrà non avere una intonazione operistica, ma Who Can See It è tra le migliori esecuzioni vocali di George incise su disco. Elliot Huntley definì Who Can See It una "ballata bellissima" e un "capolavoro doloroso e struggente". Nel capitolo dedicato a George Harrison nel suo libro The Dawn of Indian Music in the West, Peter Lavezzoli definisce la canzone una "meravigliosa ballata in stile Roy Orbison".
Mentre elogia una voce che "esplode positivamente di passione", Simon Leng identifica come "emozioni prevalenti" nella canzone, "l'amarezza e la rabbia" e osserva: "Se qualche fan dei Beatles avesse l'errata convinzione che George aveva apprezzato la sua parentesi nel gruppo tanto quanto loro, questa canzone racconta la storia esattamente opposta".

## Formazione
- George Harrison – voce, chitarra elettrica
- Nicky Hopkins – pianoforte
- Gary Wright – organo
- Klaus Voormann – basso
- Jim Keltner – batteria
- John Barham – arrangiamento orchestrale

## Esecuzioni dal vivo
In linea con il suo netto rifiuto di recitare il ruolo di "Beatle George" all'epoca, Who Can See It fu tra le canzoni provate per l'inserimento in scaletta durante i concerti del Dark Horse Tour del novembre-dicembre 1974. A causa dei problemi di voce causati dalla laringite, Harrison fu però costretto a eliminare la canzone dopo la prima data del tour, in quanto era troppo difficile da cantare.
Il tour fu il primo di un ex-Beatle negli Stati Uniti, cosa che ingenerò molte aspettative presso critica e pubblico. Harrison però aveva in mente uno show musicalmente diverso rispetto a quello che si aspettavano tutti, con minimi accenni alle canzoni dei Beatles. Nel tentativo di giustificarsi, George incominciò a citare nelle interviste il ritornello di Who Can See It, come esempio della massima di Gandhi "crea e preserva l'immagine della tua scelta".